# Сюсюра, Виктор Леонидович
Виктор Леонидович Сюсюра —  бывший министр внутренних дел Бурятии (2006—2010). Ранее занимал должности главы Азово-Черноморского УВД на транспорте (2002—2006) и начальника Краснодарского линейного УВД на транспорте (1996—2001). Генерал-майор МВД, кандидат юридических наук. В октябре 2009 года арестован в рамках уголовного дела о контрабанде, на время следствия отстранен от должности, поста лишился в феврале 2010 года согласно указу президента России. После того, как прокуратура отказалась утверждать обвинительное заключение по его делу, был выпущен из СИЗО в октябре 2011 года. В начале 2012 года уголовное дело против него было прекращено в связи с декриминализацией статьи Уголовного кодекса о контрабанде.

## Биография
Виктор Леонидович Сюсюра родился 10 августа 1954 года в Ростове-на-Дону.
По окончании средней школы Сюсюра учился в автотранспортном техникуме, с 1971 года работал на автотранспортном предприятии.
В 1976 году после службы в армии (служил в моторизованных частях МВД, где получил свою первую награду — знак «Отличник милиции») Сюсюра пришел на работу в линейный отдел милиции железнодорожной станции Ростов, а в 1992 году — в аппарат Северо-Кавказского УВД на транспорте. Сообщалось, что в составе аппарата Сюсюра неоднократно участвовал в боевых командировках в Чечню.
Сюсюра окончил Ростовский филиал Московской юридической академии (дата окончания не сообщалась). В 1990 году он был направлен на учебу в Академию МВД СССР, которую окончил в 1992 году.
В январе 1996 года Сюсюра был назначен начальником Краснодарского линейного УВД на транспорте (Краснодарского ЛУВДТ).
В июле 2001 года Сюсюра пошел на повышение и возглавил созданное в Краснодаре Азово-Черноморское УВД на транспорте (объединяет Краснодарское, Новороссийское и Сочинское ЛУВДТ). Впоследствии губернатор Краснодарского края Александр Ткачев высоко оценил эффективность ведомства, возглавляемого Сюсюрой. По его мнению, оно сыграло большую роль в декриминализации черноморских портов и борьбе с «портовой мафией», что позволило увеличить поступление налогов в бюджет от грузоперевозок. Упоминался Сюсюра и в связи со строительством семиэтажного нового административного комплекса УВД — самого современного комплекса транспортной милиции в России.
В марте 2006 года полковник милиции Сюсюра указом президента России Владимира Путина был назначен министром внутренних дел Бурятии. Он сменил на этом посту генерал-майора Михаила Цукрука, в начале того же года назначенного начальником ГУВД Волгоградской области и называемого бурятской прессой коррупционером: в 2007 году он был арестован по подозрению в совершении ряда преступлений — получении взяток, злоупотреблении служебным положением и превышении должностных полномочий. Ряд экспертов расценили назначение Сюсюры как «продолжение политики федерального центра по укреплению вертикали власти через назначение независимых от местных властей руководителей».
В апреле 2007 года в Кубанском государственном университете Сюсюра защитил диссертацию по теме «Уголовное судопроизводство по делам о преступлениях против советской власти в период новой экономической политики: 1922-1929 гг.» и стал кандидатом юридических наук. В июне 2008 года Сюсюре было присвоено звание генерал-майора МВД.

## Уголовное дело
В октябре 2009 года Сюсюра был задержан в Улан-Удэ сотрудниками ФСБ и Следственного комитета при прокуратуре РФ (СКП РФ), после чего был доставлен в Москву и помещен в следственный изолятор «Лефортово», позже Сюсюра заявил, что дело против него было сфабриковано генералом ФСБ Олегом Феоктистовым, руководителем следственной группы Крамаренко, ставшим известным по «Делу о перестрелке на Рочдельской улице», а также его подчиненными Воробьевым и Миниахметовым.  Вместе с министром был задержан начальник отдела по налоговым преступлениям республиканского МВД Андрей Шурупов, назначенный на эту должность по рекомендации Сюсюры. Сообщалось, что задержание генерала, ставшее для бурятского МВД и депутатов Народного хурала республики полной неожиданностью, было произведено в рамках уголовного дела о контрабанде. По некоторым данным, инкриминируемые Сюсюре деяния могли быть совершены им не только в Бурятии, но и по прежнему месту службы — в Азово-Черноморском УВД на транспорте. Официальных комментариев представители МВД и СКП РФ не давали. По сведениям источника газеты «Коммерсант» в силовых структурах, информация, ставшая основой для задержания Сюсюры, была получена в том числе и в ходе расследования уголовного дела в отношении руководства ювелирного холдинга «Алтын», подозреваемого в контрабанде ювелирных изделий. При этом подчеркивалось, что «относительно самого Сюсюры нужно говорить не о контрабанде как таковой, а о коррупционной составляющей». Информацию о задержании Сюсюры в связи с расследованием дела «Алтына» подтверждали и источники газеты «Время новостей». Однако публиковались и другие версии относительно уголовного дела, в рамках которого был задержан Сюсюра: так, «Комсомольская правда» рассказала о том, что глава МВД Бурятии был задержан в рамках расследования уголовного дела о контрабанде в Китай нефритов из месторождений в Баунтовском районе республики.
В том же месяце «Газета» сообщила, что задержание Сюсюры связано с уголовным делом о контрабанде товаров народного потребления из Турции, которые доставлялись самолетами транспортной авиации в аэропорт Сочи. Вместе с тем о роли офицера МВД в схеме по доставке контрабанды следствие не сообщало, отмечая лишь тот факт, что инкриминируемое деяние было совершено именно в период его службы в Краснодарском крае — до марта 2006 года. По некоторым данным, Сюсюра и служивший вместе с ним Шурупов благодаря своему служебному положению «могли оказывать покровительство злоумышленникам».
20 октября по решению Басманного суда Москвы Сюсюра был арестован. На время следствия офицер МВД был отстранен от должности, временно исполняющим обязанности министра внутренних дел Бурятии был назначен подполковник юстиции Руслан Павлов.
В начале 2010 года в МВД Бурятии, по сведениям СМИ, уже не скрывали, «что ждут новых назначений, но до сих пор гадают, кто станет новым министром». В феврале того же года президент России Дмитрий Медведев своим указом освободил от занимаемых должностей 15 генералов МВД из числа руководителей ведомства в тех регионах, которые незадолго до этого упоминались в связи с крупными скандалами с участием сотрудников милиции. В числе уволенных был назван и генерал Сюсюра.
Между тем в январе 2010 года в деле Сюсюры появился еще один фигурант — бывший начальник службы экономической безопасности УФСБ по Краснодарскому краю Александр Молибога (он был объявлен в международный розыск). В марте того же года СКП РФ сообщил о том, что в рамках расследования уголовного дела бывшего министра внутренних дел был арестован начальник оперативно-розыскного бюро № 11 Департамента обеспечения порядка на транспорте (ДОПТ) МВД РФ полковника Сергея Мотина.
В сентябре 2011 года Следственный комитет РФ объявил о завершении расследования дела Сюсюры. Генерал-майору было предъявлено обвинение в совершении 59 связанных с контрабандой преступлений, а общая стоимость товара, к незаконной ввозке которого он предположительно был причастен, была оценена приблизительно в 88 миллионов рублей. Однако в том же месяце прокуратура Краснодарского края отказалась утверждать обвинительное заключение, заявив, что «следствием допущены существенные нарушения уголовно-процессуального закона, в том числе права обвиняемых на защиту». В ночь на 11 октября того же года Сюсюра был выпущен из СИЗО по истечении срока его ареста. В интервью изданию Life News он заявил, что его «незаконному аресту» способствовали сотрудники силовых и следственных органов, которые выполняли «заказ» неких «коррумпированных лиц», также он назвал имена лиц арестовавших его: «Это генерал ФСБ Феоктистов, который приезжал ко мне в Бурятию. Это руководители следственной группы – в начале Крамаренко, а затем и Воробьев. В Бурятию также приезжал следователь Миниахметов» – сообщил генерал Сюсюра:

В интервью журналистам генерал Сюсюра заявил: «Общаясь с генералом Феоктистовым и, видимо, с его заместителем, полковником ФСБ, я пытался до них довести причины и условия контрабандных перевозок на территории Кубани. Но это им не было нужно. Они показывали пальцем в потолок: мол, есть указания сверху об аресте, ссылаясь на указание Путина о том, что по контрабанде мало посадок».— «Посадки заказывали?», «Новая газета» от № 114 от 12 октября 2011.
30 января 2012 года уголовное дело против Сюсюры было закрыто по нереабилитирующим основаниям, а именно в связи с декриминализацией 188 статьи УК РФ (контрабанда). В марте того же года стало известно, что это решение не удовлетворило генерал-майора: он подал в Октябрьский районный суд Краснодара жалобу на постановление следователя, требуя своей реабилитации. Помимо того, он подал в Савеловский суд Москвы иск о защите чести и достоинства, указав в качестве ответчиков Следственный комитет РФ и ВГТРК. Сюсюра потребовал взыскать с них 88 миллионов рублей за комментарии следователей, занимавшихся его делом, показанные в октябре 2011 года в передачах «Честный детектив. Контрабанда для генералов» и «Вести. Дежурная часть». В апреле 2012 года Савеловский районный суд этот иск отклонил.
Сюсюра имеет правительственные награды, в том числе орден «За заслуги перед Отечеством» II-й степени, а также медали «За отличную службу по охране общественного порядка» и «За отличие в службе» трех степеней. Он был удостоен именного наградного оружия. Писала пресса и о том, что Сюсюра был отмечен орденом Александра Невского от Академии проблем обороны, безопасности и правопорядка (АБОП; общественной организации, занимавшейся вручением различных фальшивых наград, похожих на государственные, а также незаконным присвоением воинских званий и ученых степеней, ликвидирована в декабре 2008 года решением Верховного суда РФ). Однако сам Сюсюра сотрудничество с АБОП отрицал.
О Сюсюре писали как о стороннике здорового образа жизни, спортсмене. Отмечалось, что он регулярно совершает пробежки, подавая пример своим подчиненным, хорошо играет в хоккей с шайбой и стреляет из многих видов боевого оружия. Сюсюра также известен как любитель гиревого спорта.
Сюсюра женат, у него двое детей.